# 4-ピペリドン
4-ピペリドン(4-Piperidone)または4-ピペリジノン(4-Piperidinone)は、分子式C5H9NOであるピペリジンの誘導体である。化学物質や医薬品の合成の中間体として用いられる。

## ピペリドン類
ピペリドン類は、ピペリドン骨格を持つ化合物の総称である。ピペリドン合成のための古典的な人名反応には、アルキル-1,3-アセトンジカルボン酸とベンズアルデヒドとアミンを反応させるPetrenko-Kritschenkoピペリドン合成がある。この反応は、ハンチュのピリジン合成と関連がある。
1-メチル-4-ピペリドンは、ドラスチン、プロピベリン、ピペリロンの合成の出発物質である。1,3-ジメチル-4-ピペリドンは、ナラノール合成に用いられる。1-ベンジル-4-ピペリドンは、フェンタニル、カルピプラミン、クロカプラミン、フルスピリレン、ピパンペロン、ベンゼチミド、アプラビロック、オサネタントの合成の出発物質である。N-カルボエトキシ-4-ピペリドンは、ロルカイニドの合成に用いられる。
N-ベンジル-4-ピペリドンは、1等量のベンジルアミンが2等量のアクリル酸エチルと重合して生成され、この二重縮合付加生成物はディークマン縮合の後、鹸化及び脱炭酸を受ける。鹸化前の中間体の3-カルボエトキシ-N-ベンジル-4-ピペリドンは、ピモジド、ベンペリドール、ドロペリドールの原料となる。